# Verwaltungsgemeinschaft Ebermannstadt
In der Verwaltungsgemeinschaft Ebermannstadt im oberfränkischen Landkreis Forchheim haben sich folgende Gemeinden zur Erledigung ihrer Verwaltungsgeschäfte zusammengeschlossen:
1. Ebermannstadt, Stadt, 7041 Einwohner, 49,95 km²
2. Unterleinleiter, 1150 Einwohner, 12,47 km²

Sitz der Verwaltungsgemeinschaft ist die Stadt Ebermannstadt.
Der Verwaltungsgemeinschaft gehörte von der Gründung am 1. Mai 1978 bis 31. Dezember 1979 auch die Marktgemeinde Pretzfeld an.